# Antonín Laštovička
Antonín Laštovička (3. listopadu 1898, Kladno – 17. září 1973) byl český fotbalista, útočník, reprezentant Československa.

## Sportovní kariéra
Hrál za SK Kladno, SK Židenice a SK Slavia Praha. Ve dvacátých letech byl největší hvězdou brněnského fotbalu, za Židenice nastřílel přes tři stovky gólů. Za československou reprezentaci odehrál 28. září 1924 přátelské utkání v Jugoslávii, které skončilo výhrou 2-0 a dal v něm jeden gól.